# Gröditz
Gröditz est une ville allemande de Saxe, située dans l'arrondissement de Meissen, dans le district de Dresde.

## Aciéries
L’aciérie faisait partie des  usines de Lauchhammer. Elle produisait notamment, jusqu’en 1934, des pièces en acier coulé et des roues de chemin de fer. Lauchhammer appartenait aux aciéries d’Allemagne centrale fondées en 1926 de l’industriel Friedrich Flick. Celui-ci effectua, à partir de 1934, le regroupement de la production de ses usines à Gröditz et obtint d'importantes commandes d’armement. La production de pièces d’artillerie, d’obus, de torpilles et d’équipements pour la marine constituait, en 1938, la majorité du chiffre d’affaires. Les besoins en main-d’œuvre augmentant considérablement, on employa, à partir de 1940, des ouvriers étrangers, la plupart sous la contrainte (STO).

## Annexe du camp de concentration de Flossenbürg
À l’automne 1944 fut construit à Gröditz un camp extérieur dépendant du camp de concentration de Flossenbürg, le K9.
Le 27 septembre 1944, arrivèrent à Gröditz les 300 premiers détenus en provenance du camp de Dachau. 219 autres prisonniers arrivèrent de Flossenbürg à Gröditz le 17 novembre. 111 détenus arrivèrent  le 22 décembre  à nouveau en provenance de Flossenbürg.
En avril 1945, avec l’avancée des troupes soviétiques sur Berlin, Gröditz se retrouva sur la ligne de front. La direction de l’usine essaya d’empêcher que les déportés survivants dans l’usine soient libérés et pour cette raison demanda le 17 avril leur déplacement, mais il fut décédé d'en exécuter 188 :
17 déportés sortis du bloc de repos, 36 du bloc d’isolement du typhus et 135 par tirage au sort lors d’un appel par la SS. Ils furent exécutés dans une sablière située non loin de là. Trois prisonniers seulement réussirent à fuir. Un groupe de 30 déportés effaça les traces du crime de Gröditz : les déportés brûlèrent les actes et exhumèrent les morts qui avaient été enterrés dans l’enceinte de l’usine pour les inhumer dans des cimetières.
Un monument funéraire rappelle le souvenir des 185 assassinés de Köselitz. En mai 2004 fut inauguré un nouveau monument funéraire au cimetière de Gröditz.

## Jumelages
- Jarny (France) depuis 1969.
- Linkenheim-Hochstetten (Allemagne) depuis 1990. Linkenheim-Hochstetten est également jumelée avec Jarny.